# Schichtsilikate

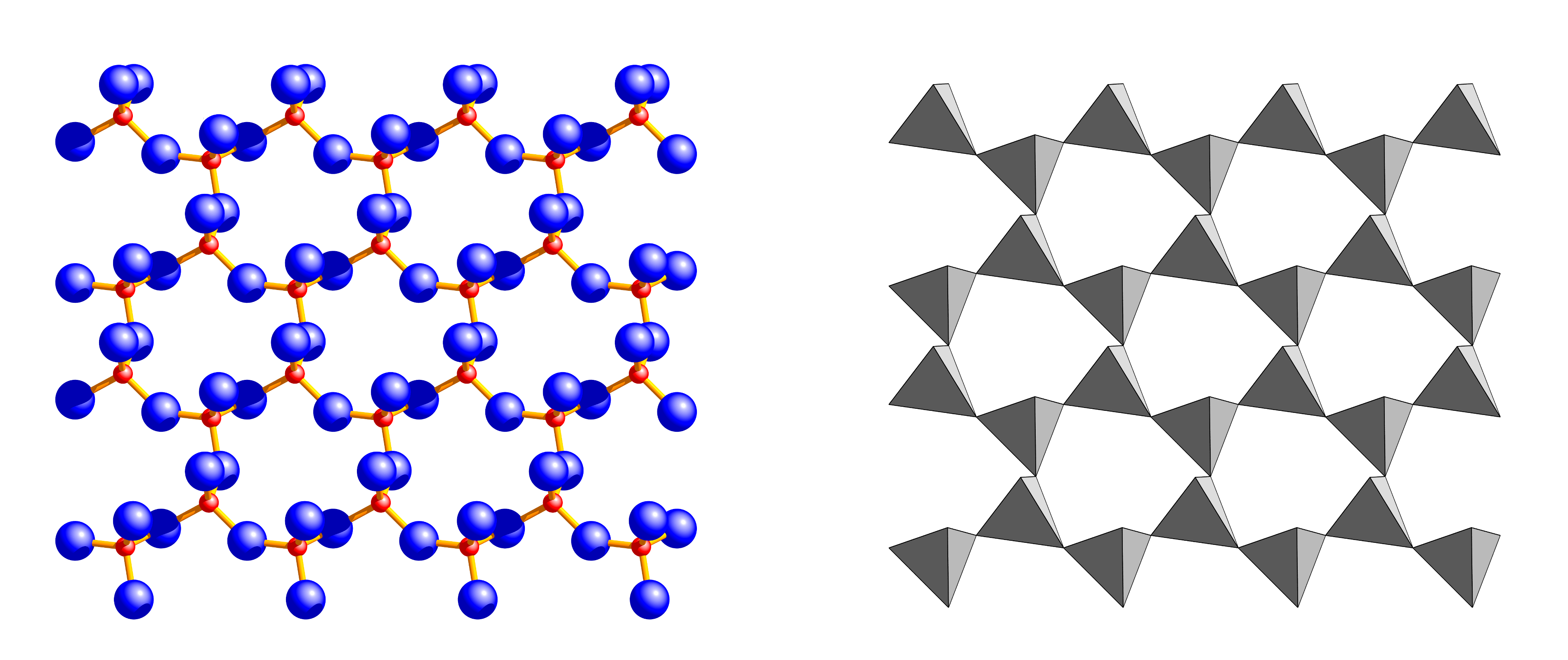
Silikatschicht des Muskovit (Blickrichtung 30° aus der Senkrechten gekippt): links Darstellung der Atome (rot Si, blau O) und rechts die sich daraus ergebenden Silikattetraeder

Als Schichtsilikate (auch Blattsilikate, Phyllosilikate) bezeichnet man Silikate, deren Silikatanionen aus Schichten eckenverknüpfter  SiO4-Tetraeder bestehen. Diese Schichten oder Doppelschichten sind untereinander nicht über weitere Si-O-Bindungen zu Gerüsten verknüpft.
Zu dieser Abteilung der Silikate zählen bedeutende Gruppen gesteinsbildender Minerale wie z. B. die Glimmergruppe, Chloritgruppe, Kaolin und Serpentingruppe. Die in bindigen Böden allgegenwärtigen sowie in Sedimentgesteinen verbreiteten Tonminerale sind ebenfalls Schichtsilikate, die auch technisch wichtig sind.
Der schichtartige Aufbau dieser Minerale bestimmt Form und Eigenschaften der Kristalle. Sie sind meist tafelig bis blättrig mit guter bis perfekter Spaltbarkeit parallel zu den Schichten. Die Zähligkeit der Ringe, aus denen sich die Silikatschichten zusammensetzen, bestimmt oft die Symmetrie und Form der Kristalle:
- so ist Apophyllit (Schichten aus Viererringen) tetragonal und bildet vierseitige tafelige bis prismatische Kristalle
- dagegen zeigen die Minerale der Glimmergruppe (Schichten aus Sechserringen) eine pseudohexagonale Symmetrie und bilden tafelige bis blättrige Kristalle.

Die gute Translationsfähigkeit entlang der Schichten bedingt die starke Verformbarkeit der Schichtsilikate. Zwischen den Schichten können H2O-Moleküle und große Kationen eingelagert werden. Schichtsilikate sind oft quellfähig und mit ihrer Kationenaustauschkapazität wichtig für die Fruchtbarkeit von Böden. Synthetische Schichtsilicate, wie SKS-6 (Na2Si2O5) werden in Waschmitteln verwendet. SKS-6 Schichtsilicate zeigen Eigenschaften wie Natrium-Zeolithe. Die schichtverknüpfenden, hydratisierten Natriumionen sind in Suspensionen selektiv austauschbar, beispielsweise gegen Calciumionen, und eignen sich somit zur Wasserenthärtung als Ionentauscher und zeigen gute Eigenschaften als Waschalkalie.

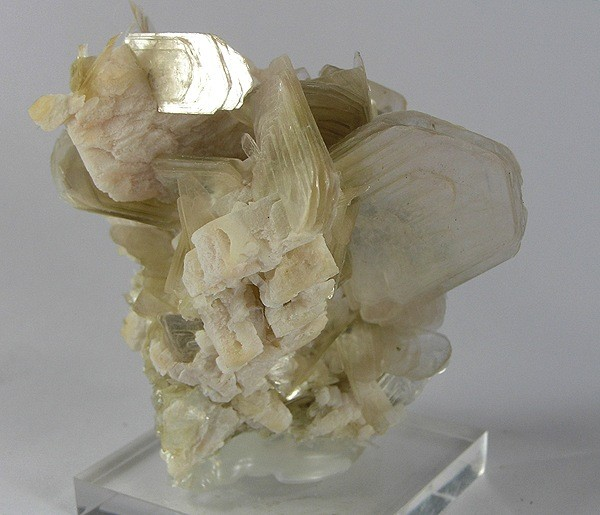
Muskovit
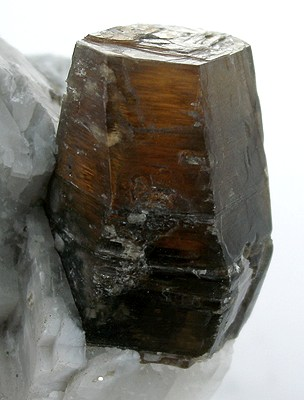
Phlogopit
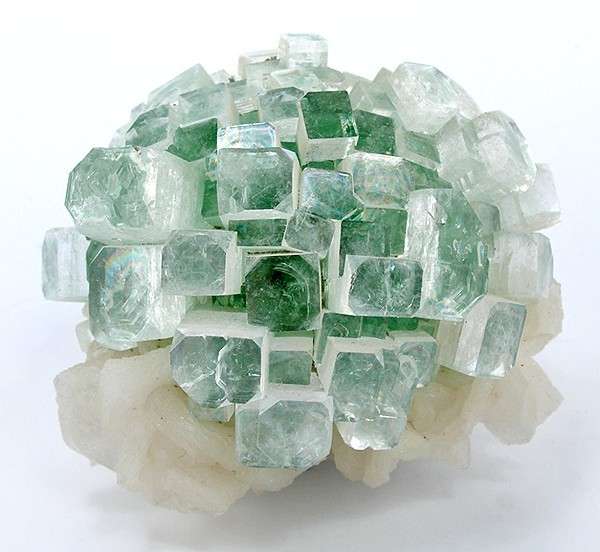
Apophyllit
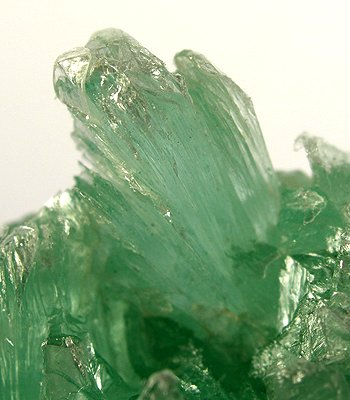
Talk
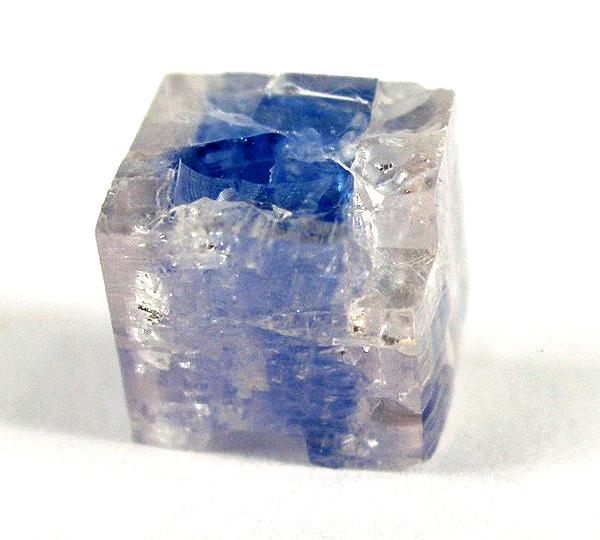
Carletonit

## Klassifikation

### Silikatklassifikation nach Liebau
Liebau betrachtet die Schichtsilikate als eine Verknüpfung von Silikatketten zu Schichten, die in zwei Dimensionen unbegrenzt sind, und unterteilt die Schichtsilikate anhand der Periodizität und Verzweigung der Silikatketten, die die Schichten aufbauen, sowie der Multiplizität der Silikatschichten:

#### Periodizität
Sie gibt an, nach wie vielen Silikatkettengliedern (SiO4-Tetraeder) sich der Aufbau einer Kette wiederholt. Die Periodizität von natürlichen Schichtsilikaten ist meist klein und liegt bei 2 (Glimmergruppe), 3 (z. B. Dalyit), 4 (z. B. Apophyllit) oder 6 (z. B. Pyrosmalit).

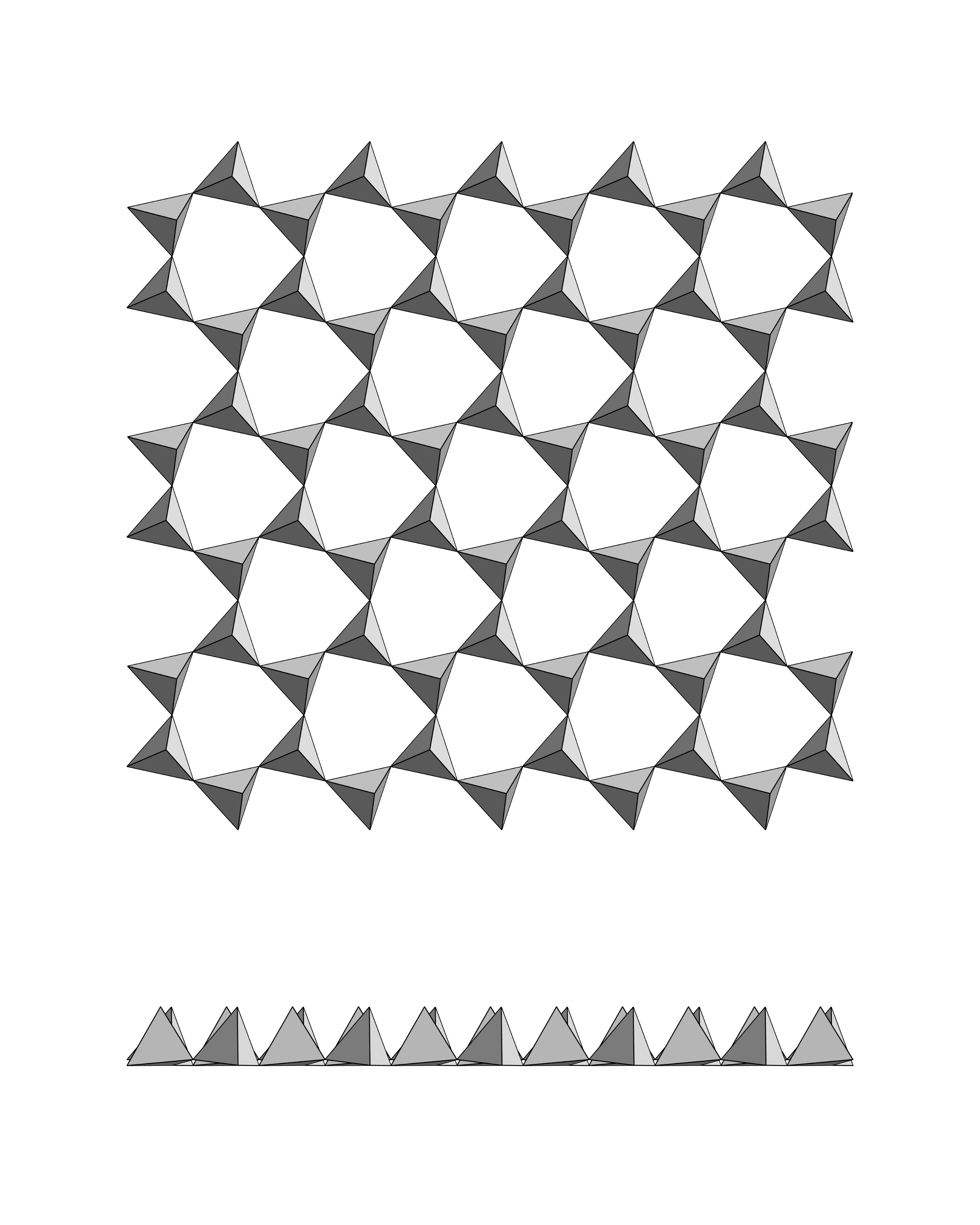
Unverzweigte Zweier-Einfachschicht im Muskovit
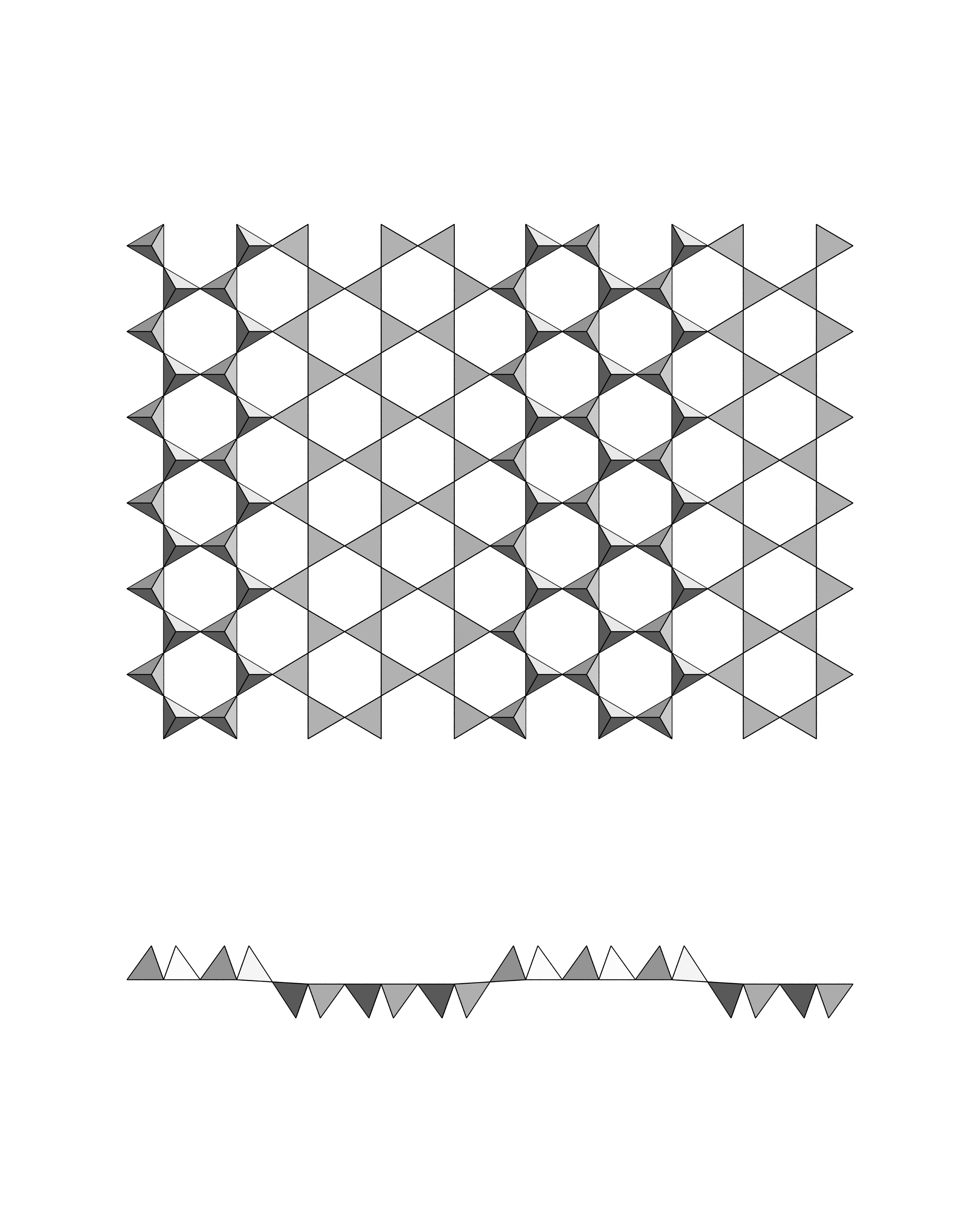
Unverzweigte Zweier-Einfachschicht im Sepiolith
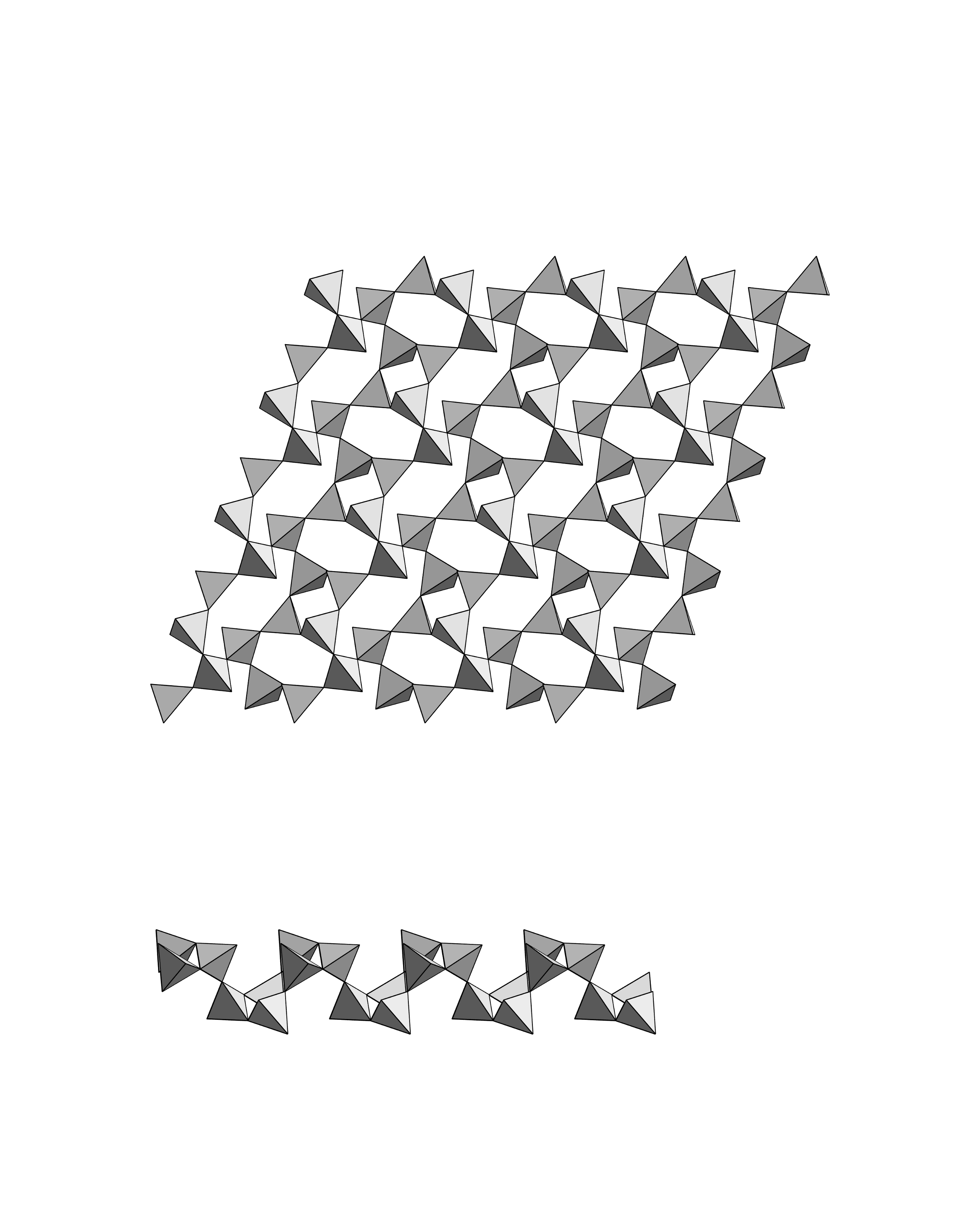
Unverzweigte Dreier-Einfachschicht im Dalyit
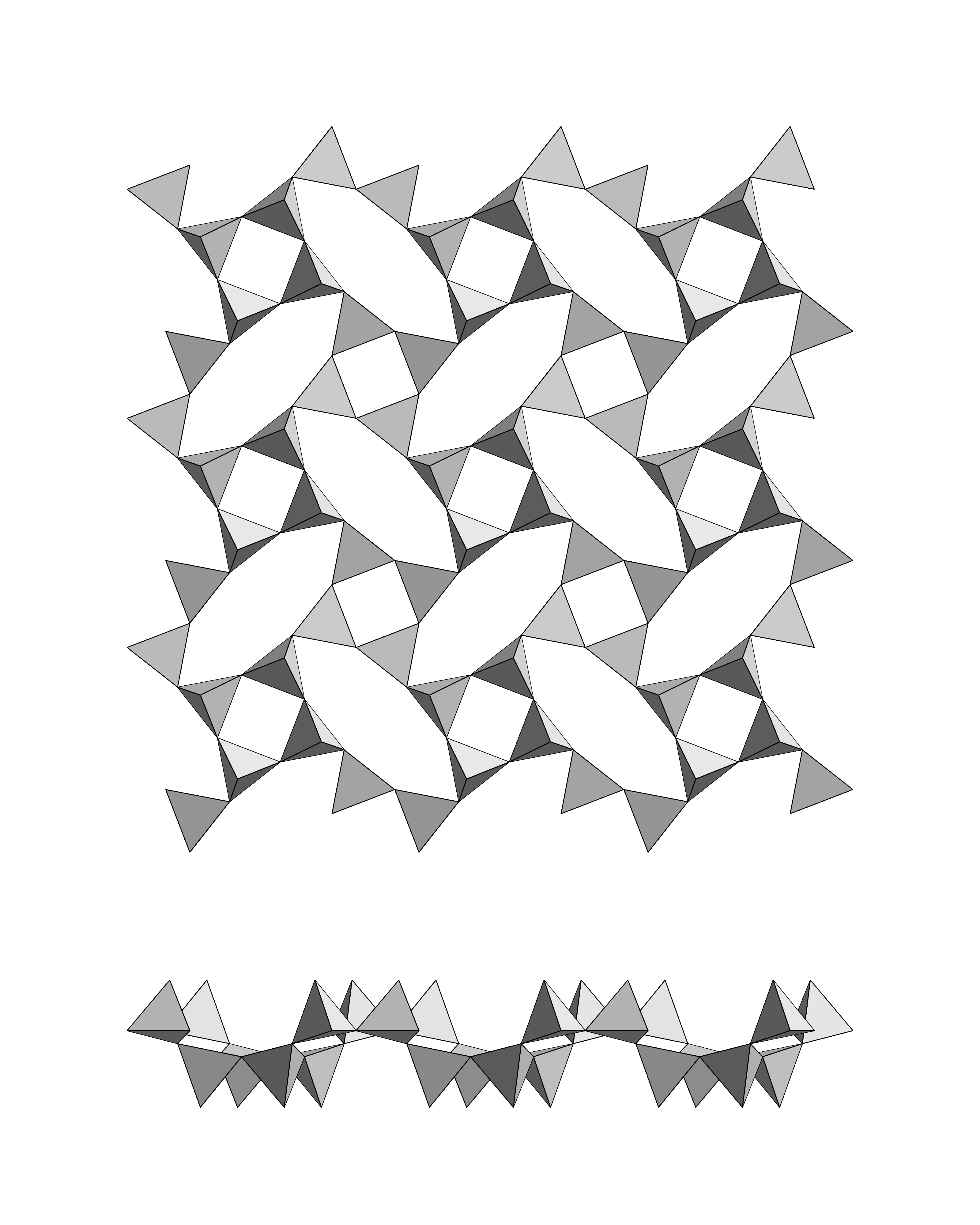
Unverzweigte Vierer-Einfachschicht im Apophyllit
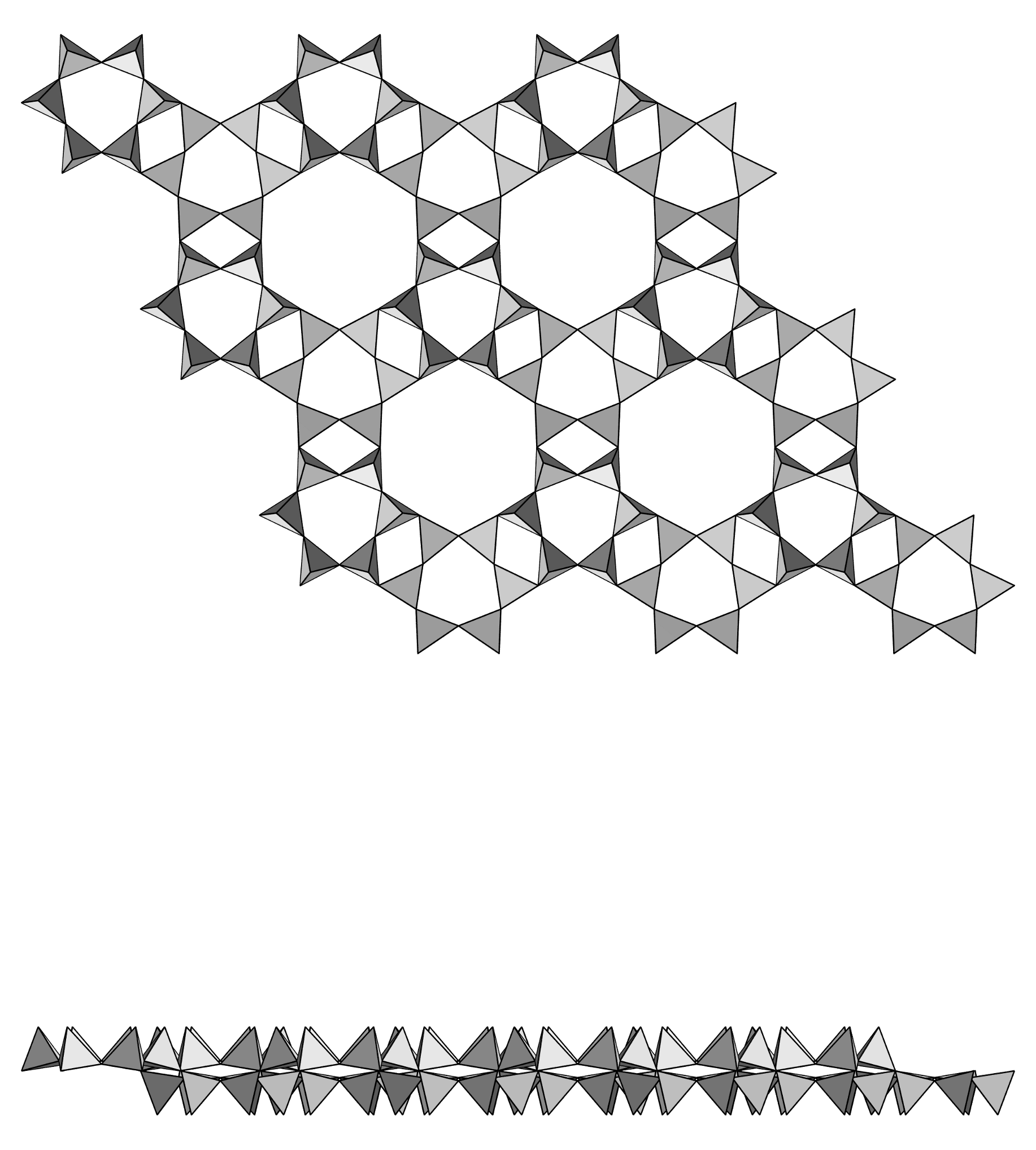
Unverzweigte Sechser-Einfachschicht im Pyrosmalit

#### Verzweigung
Sie gibt an, ob von einer Silikatkette weitere SiO4-Tetraeder abzweigen. Man unterscheidet
- offen verzweigte Schichtsilikate (z. B. Zeophyllit)
- zyklisch verzweigte Schichtsilikate (z. B. Delhayelith), bei denen die von der Kette abzweigenden SiO4-Tetraeder geschlossene Ringe formen.[1]

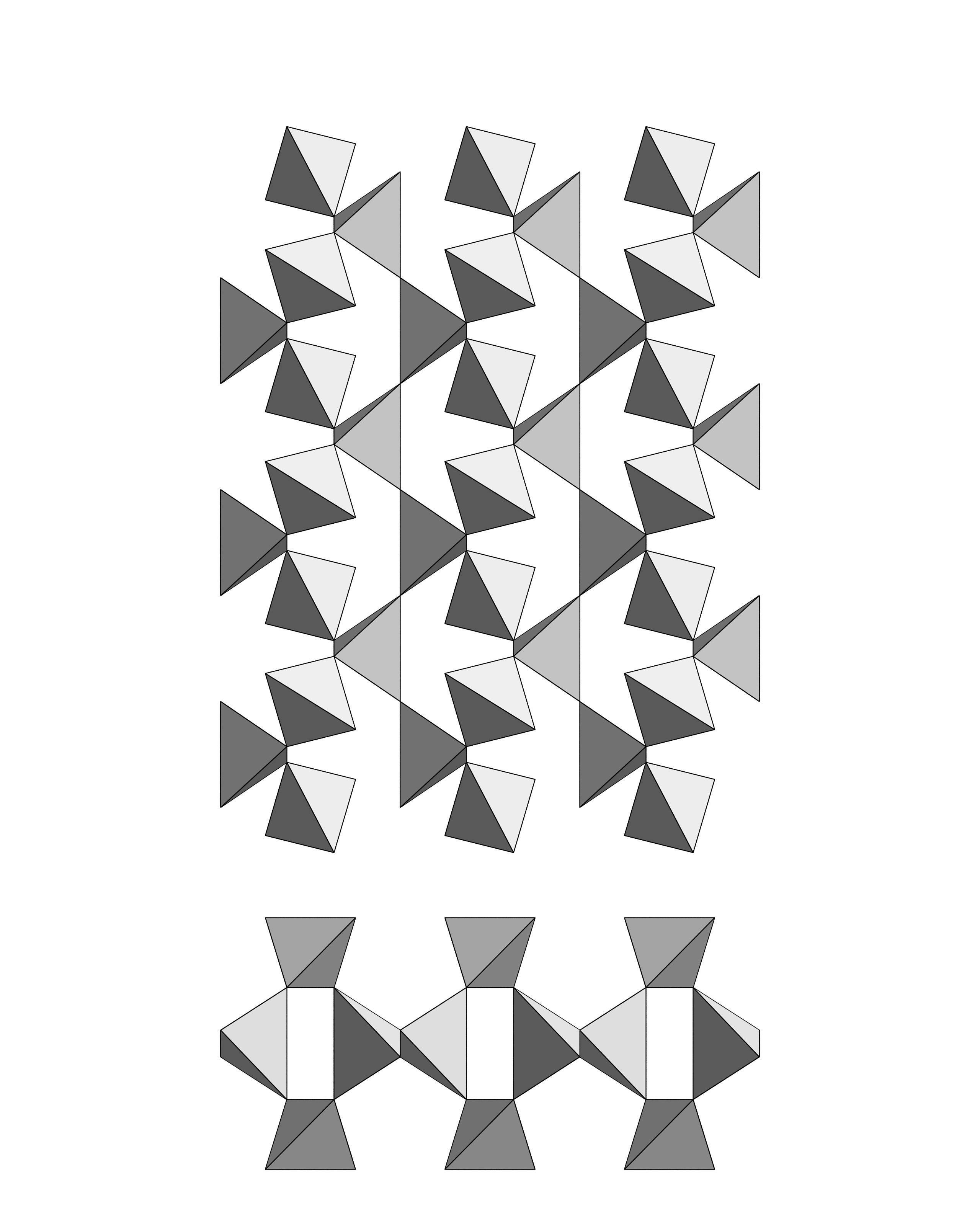
Offen verzweigte Zweier-Einfachschicht des Prehnit
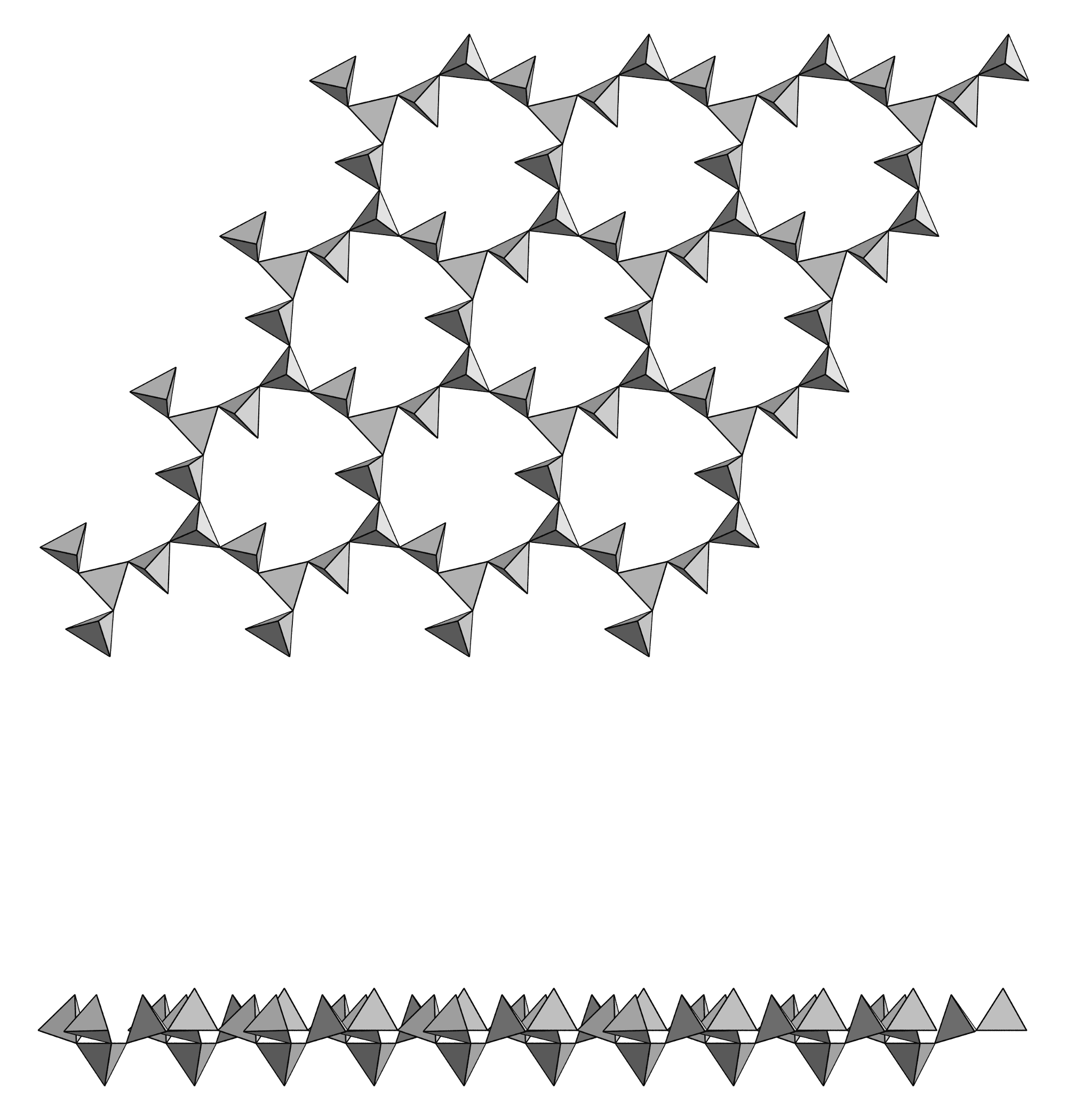
Offen verzweigte Vierer-Einfachschicht des Zeophyllit
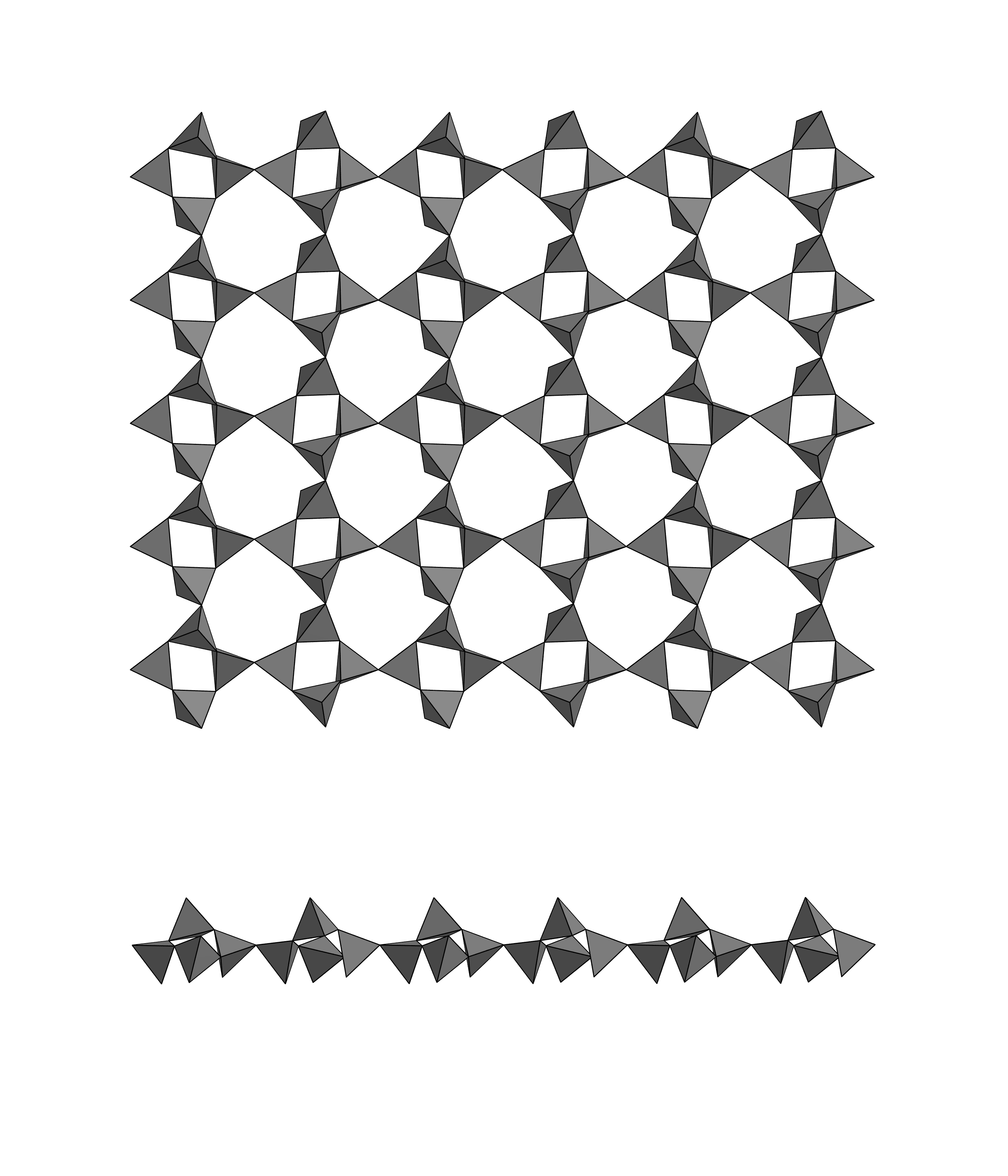
Zyklisch verzweigte Dreier-Einfachschicht des Mountainit

#### Multiplizität
Sie gibt an, wie viele Silikatschichten miteinander zu Mehrfachschichten verknüpft sind. Fast alle Schichtsilikate haben eine Multiplizität von 1 oder 2. Das erste Schichtsilikat mit einer höheren Multiplizität (3) ist Günterblassit.

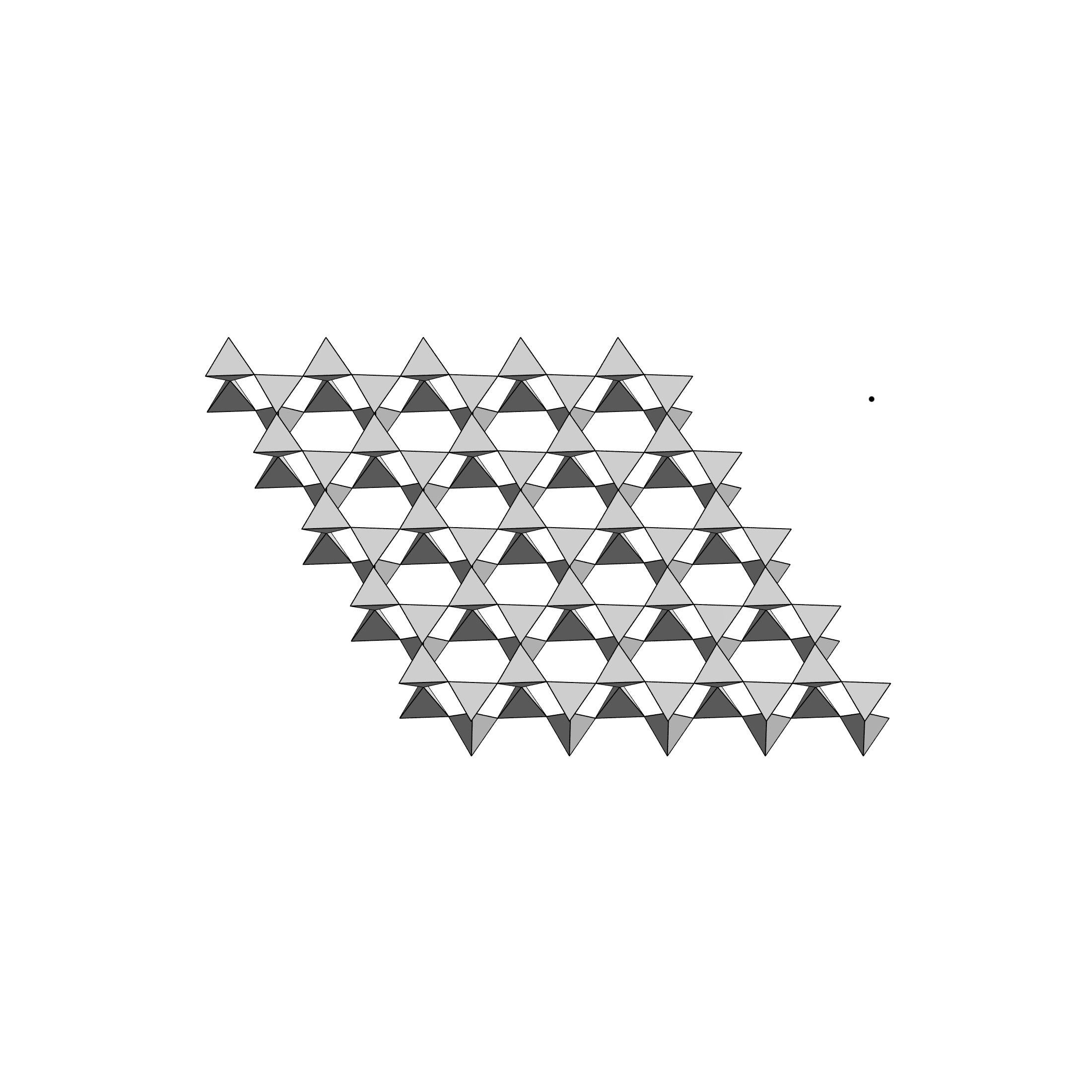
Unverzweigte Zweier-Doppelschicht des Hexacelsian
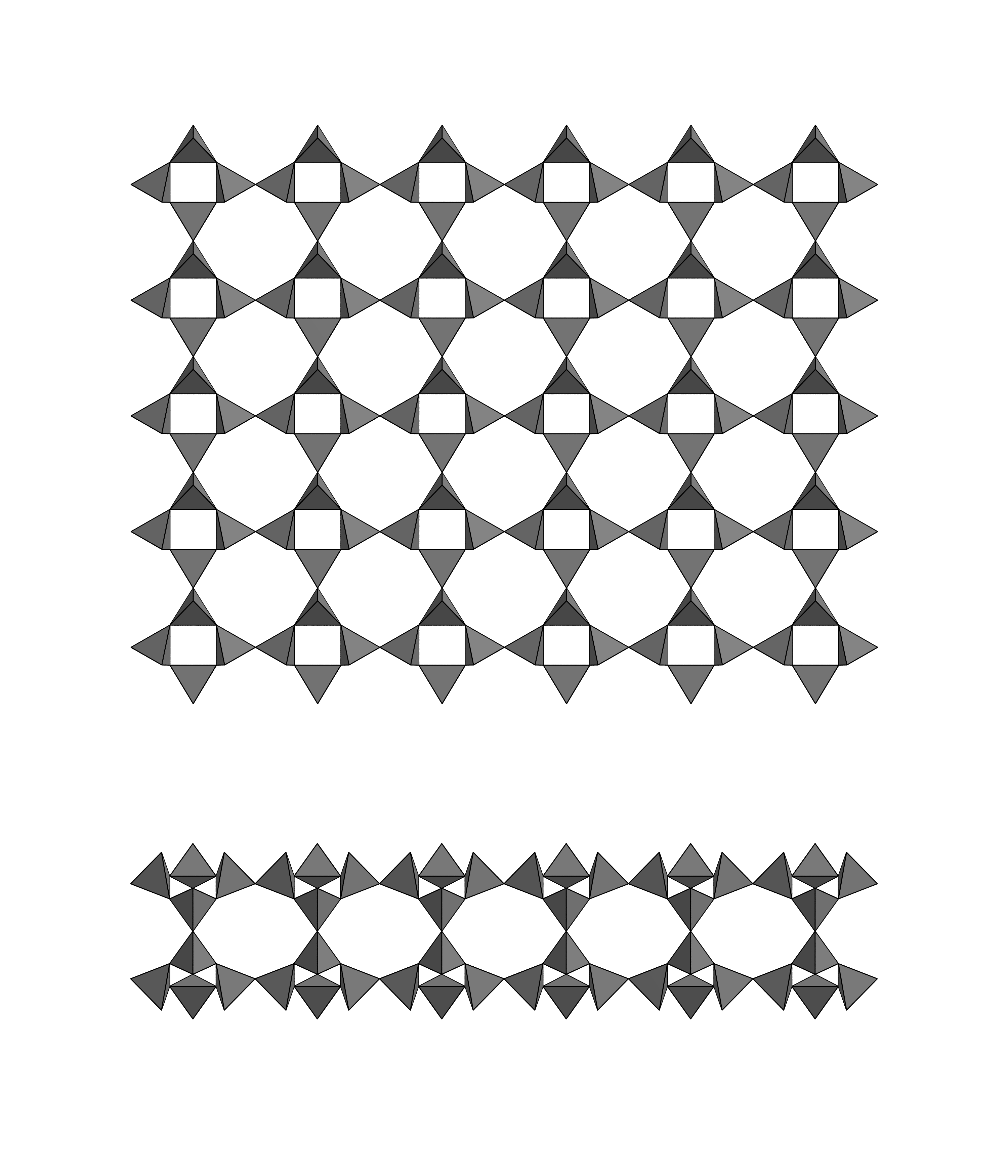
Zyklisch verzweigte Dreier-Doppelschicht des Rhodesit
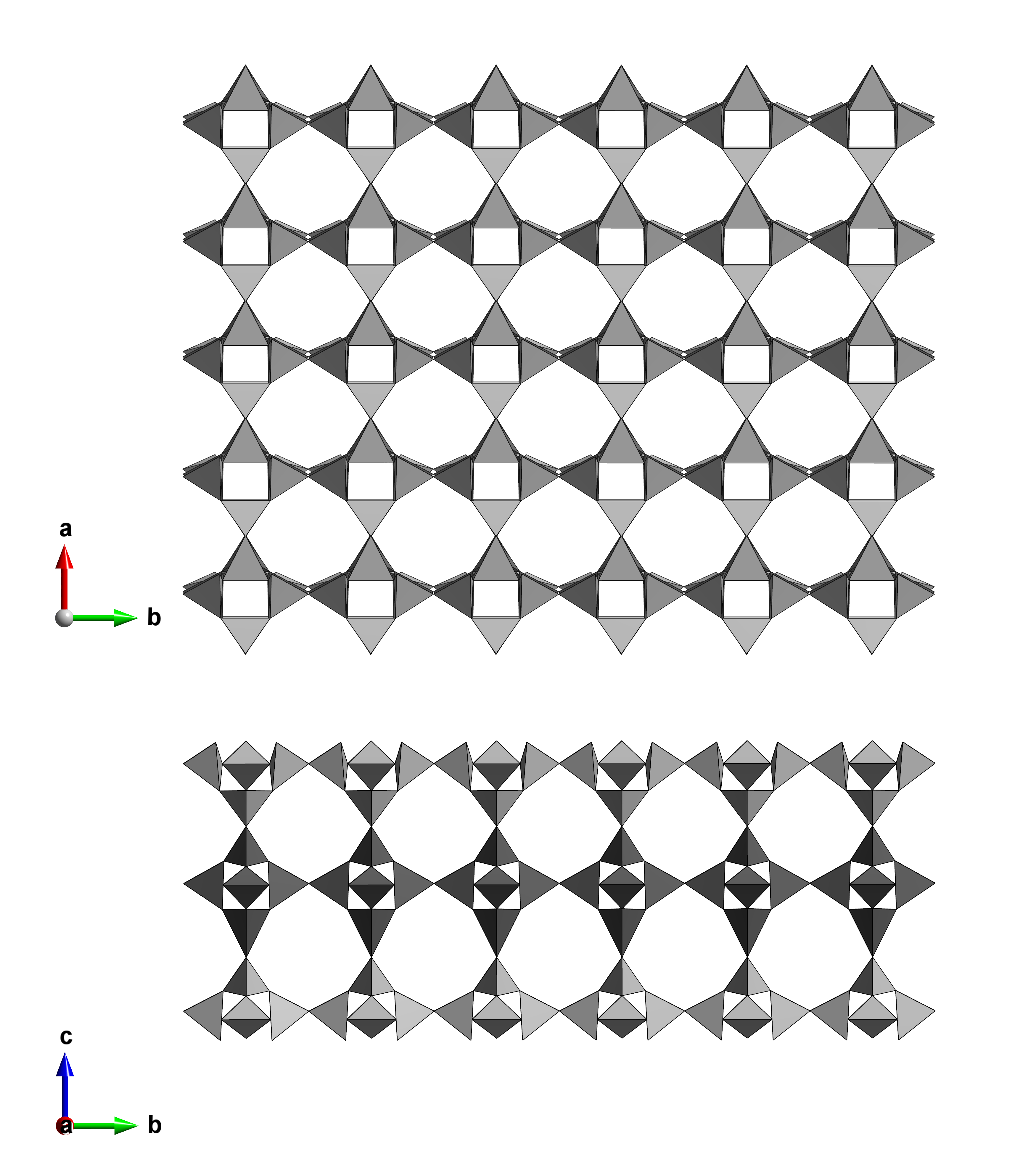
Zyklisch verzweigte Dreier-Dreifachschicht des Günterblassit
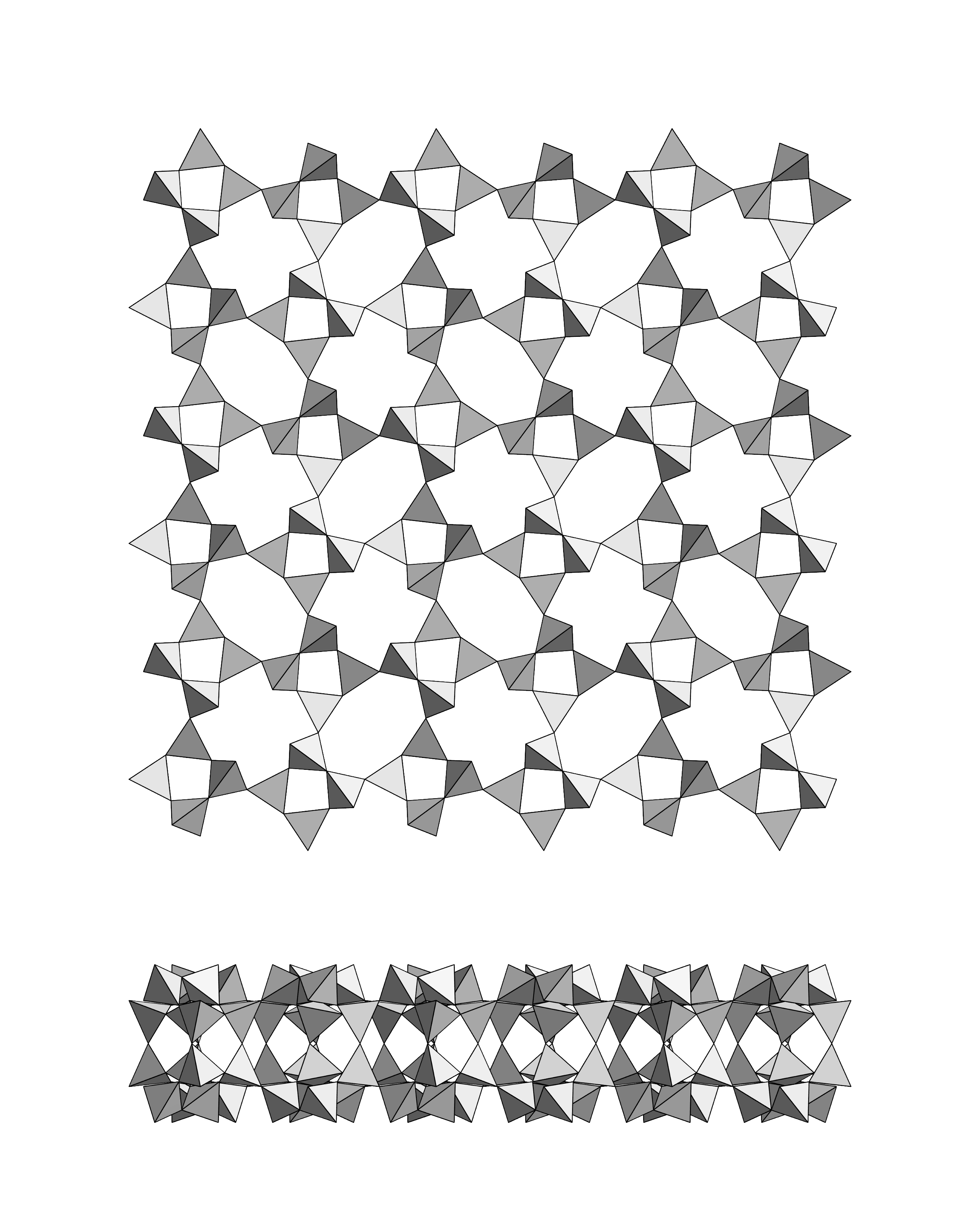
Zyklisch verzweigte Sechser-Doppelschicht des Carletonit

### Strunz
Anders als bei den Ringsilikaten und Kettensilikaten übernimmt die Strunz’sche Klassifikation der Schichtsilikate nicht die Nomenklatur und Kriterien von Liebau. Die Strunz’sche Systematik betrachtet die Silikatringe, aus denen sich die Schichten zusammensetzen, und unterteilt die Abteilung der Schichtsilikate (9.E) nach der Zähligkeit dieser Ringe, der Multiplizität der Schichten sowie der Verknüpfung der Schichten durch die oktaedrisch koordinierten Kationen.
A. Einfache Tetraedernetze mit 4-, 5-, (6-) und 8-gliedrigen Ringen 
- 9.EA.05: Gillespitgruppe
- 9.EA.10: Ekanit
- 9.EA.15: Apophyllitgruppe
- 9.EA.20: Magadiit
- 9.EA.25: Dalyitgruppe
- 9.EA.30: Sazhinit-(Ce), Sazhinit-(La)
- 9.EA.35: Armstrongit
- 9.EA.40: Okenit
- 9.EA.45: Nekoit
- 9.EA.50: Cavansit
- 9.EA.55: Pentagonit
- 9.EA.60: Penkvilksit, Tumchait
- 9.EA.65: Nabesit
- 9.EA.70: Ajoit
- 9.EA.75: Zeravshanit

B. Doppelnetze mit 4 und 6-gliedrigen Ringen 
- 9.EB.05: Rhodesitgruppe
- 9.EB.10: Delhayelith, Hydrodelhayelith
- 9.EB.15: Monteregianit-(Y)
- 9.EB.20: Carletonit

C. Schichtsilikate (Phyllosilikate) mit Glimmertafeln, zusammengesetzt aus tetraedrischen und oktaedrischen Netzen 
- 9.EC.: Glimmergruppe
- 9.EC.05: Talkgruppe
- 9.EC.10: Pyrophyllitgruppe
- 9.EC.15: Muskovitgruppe
- 9.EC.20: Phlogopitgruppe
- 9.EC.25: Illitgruppe
- 9.EC.30: Margarit
- 9.EC.35: Clintonitgruppe
- 9.EC.40: Montmorillonitgruppe
- 9.EC.45: Saponitgruppe
- 9.EC.50: Vermiculitgruppe
- 9.EC.55: Chloritgruppe
- 9.EC.60: Corrensitgruppe
- 9.EC.65: Macaulayit
- 9.EC.70: Burckhardtit
- 9.EC.75: Suritgruppe
- 9.EC.80: Kegelit

D. Schichtsilikate (Phyllosilikate) mit Kaolinitschichten, zusammengesetzt aus tetraedrischen und oktaedrischen Netzen 
- 9.ED.05: Kaolinitgruppe
- 9.ED.10: Halloysitgruppe
- 9.ED.15: Serpentingruppe
- 9.ED.20: Allophan, Chrysokoll, Imogolith, Neotokit
- 9.ED.25: Chapmanitgruppe

E. Einfache tetraedrische Netze aus 6-gliedrigen Ringen, verbunden über oktaedrische Netze oder Bänder 
- 9.EE.05: Bementit (Rd)
- 9.EE.10: Pyrosmalithgruppe
- 9.EE.15: Schalleritgruppe
- 9.EE.20: Palygorskitgruppe
- 9.EE.25: Sepiolithgruppe
- 9.EE.30: Gyrolithgruppe
- 9.EE.35: Reyeritgruppe
- 9.EE.40: Natrosilit
- 9.EE.45: Makatit
- 9.EE.50: Varennesit
- 9.EE.55: Rait
- 9.EE.60: Intersilit
- 9.EE.65: Shafranovskit, Zakharovit
- 9.EE.70: Zeophyllit
- 9.EE.75: Minehillit
- 9.EE.80: Fedorit, Martinit

F. Einfache Netze aus 6-gliedrigen Ringen, verbunden über M[4], M[8] usw. 
- 9.EF.05: Petalit
- 9.EF.10: Sanbornit
- 9.EF.15: Searlesit
- 9.EF.20: Silinait
- 9.EF.25: Kanemit
- 9.EF.30: Yakovenchukit-(Y)

G. Doppelnetze mit 6-gliedrigen Ringen 
- 9.EG.05: Cymritgruppe
- 9.EG.10: Naujakasitgruppe
- 9.EG.15: Dmisteinbergit
- 9.EG.20: Kampfit
- 9.EG.25: Strätlingitgruppe
- 9.EG.30: Ganophyllitgruppe
- 9.EG.35: Zussmanitgruppe
- 9.EG.40: Stilpnomelangruppe
- 9.EG.45: Latiumit-Tuscanit-Gruppe
- 9.EG.50: Jagoit
- 9.EG.55: Wickenburgit
- 9.EG.60: Hyttsjöit
- 9.EG.65: Armbrusterit
- 9.EG.70: Britvinit
- 9.EG.75: Bannisterit

H. Übergangsstrukturen zwischen Schichtsilikat und anderen Silikateinheiten 
- 9.EH.05: Neptunitgruppe
- 9.EH.10: Grumantit
- 9.EH.15: Sarkolith (of Thompson)
- 9.EH.20: Ussingit
- 9.EH.25: Leifitgruppe
- 9.EH.30: Nafertisit

J. Unklassifizierte Phyllosilikate 
- 9.EJ.: Lalondeit
- 9.EJ.05: Lourenswalsit
- 9.EJ.10: Middendorfit
- 9.EJ.15: Orlymanit